# Глушина (Опольське воєводство)
Глушина (пол. Głuszyna) — село в Польщі, у гміні Намислув Намисловського повіту Опольського воєводства.
Населення — 871 особа (2011).

## Демографія
Демографічна структура станом на 31 березня 2011 року:
|          | Загалом | Допрацездатний вік | Працездатний вік | Постпрацездатний вік |
| -------- | ------- | ------------------ | ---------------- | -------------------- |
| Чоловіки | 445     | 88                 | 312              | 45                   |
| Жінки    | 426     | 71                 | 257              | 98                   |
| Разом    | 871     | 159                | 569              | 143                  |